# Chiesa della Santissima Annunziata (Caccamo)
La chiesa della Santissima Annunziata è una chiesa cattolica di Caccamo, nella città metropolitana di Palermo; è sede dell'omonima parrocchia.

## Descrizione
Edificata probabilmente tra la fine del XIV e l'inizio del XV secolo, la chiesa fu ingrandita nel 1643, prendendo la sua forma definitiva a croce latina con tre navate. La cupola ottagonale venne costruita nel 1762.
Nella seconda cappella della navata destra è presente Il reliquiario a statua di San Nicasio Martire in argento, rame sbalzato, cesellato e inciso. L'opera è stata realizzata dall'argentiere palermitano Giacinto Omodei, nel 1684.
L'altare maggiore si fregia di alcuni stucchi di Bartolomeo Sanseverino, mentre il grande dipinto raffigurante l'Annunciazione è di Guglielmo Borremans, datato 1725. Nelle cappelle laterali sono presenti numerosi dipinti e sculture di pregio, oltre ad un fonte battesimale in pietra risalente al 1562 che reca lo stemma della famiglia Henriquez-Cabrera. L'esempio più significativo è una tela raffigurante Santa Rosalia attribuita a Vincenzo La Barbera. Fra le opere di autori moderni si notano i quattro medaglioni in gesso di Filippo Sgarlata posti ai lati del presbiterio; dello stesso autore anche un bassorilievo presente al disotto della cantoria, con soggetto angelico. Nel 1952 il Gianbecchina affrescò le volte del coro, del transetto e della cupola.

### Organo a canne
Sulla cantoria in controfacciata si trova l'organo a canne, costruito dalla ditta Schimicci nel 1934. Lo strumento è racchiuso all'interno di una cassa antica in legno dorato e intagliato, ampliata con due prospetti laterali. Il sistema di trasmissione è pneumatico-tubolare e i registri sono in totale 26. La consolle si trova anch'essa in cantoria, in posizione centrale, ed è rivolta verso la navata; dispone di due tastiere e pedaliera.